# Ankunftsliteratur
 (mars 2025).
Si vous disposez d'ouvrages ou d'articles de référence ou si vous connaissez des sites web de qualité traitant du thème abordé ici, merci de compléter l'article en donnant les références utiles à sa vérifiabilité et en les liant à la section « Notes et références ».
L'Ankunftsliteratur (littéralement, la littérature d'arrivée) est un terme utilisé pour caractériser une série de romans et de nouvelles de littérature de la RDA qui ont été publiés depuis 1960 environ. Le terme a été inventé en réponse au grand succès de L'Arrivée dans la vie quotidienne (1961) de Brigitte Reimann. Les œuvres littéraires appartenant à ce mouvement, comme Description d'un été de Karl-Heinz Jakobs (1961), Le Ciel divisé de Christa Wolf (1963) ou La Fratrie de Reimann (1963) sont étroitement liées à la Voie Bitterfeld.

## Contexte politique
Le Voie de Bitterfeld est une doctrine définie en 1958 lors du Cinquième congrès du SED . Les écrivains de RDA étaient encouragés à se rendre dans les usines pour se renseigner sur la situation des travailleurs. Cela a donné cours à un vaste mouvement littéraire, représenté notamment par le succès de Christa Wolf, Le Ciel divisé (1963). L’objectif était aussi d’encourager les ouvriers à lire de la littérature, mais il a eu de ce côté moins de succès. Brigitte Reimann dirigeait un cercle d'écrivains-ouvriers à l'usine Schwarze Pumpe. La forme la plus courante d'écriture des ouvriers était le journal de brigade.
Le NÖSPL (Nouveau système économique de planification et de gestion) a également eu une influence durant cette période sur l'Ankunftsliteratur. Le pouvoir a mené une politique de décentralisation, ce qui a entraîné un transfert de compétences vers le niveau local. Cela a conduit à un accroissement de la responsabilité et de l'importance de la classe moyenne dans le processus économique, en raison de son expertise. Grâce à l’école et aux études menées par la population sous le socialisme, les nouvelles générations ont été formées pour être fidèles à la ligne du parti. Dans la littérature, les personnages principaux sont désormais principalement des jeunes issus de l'« intelligentsia » qui doivent faire leurs preuves tant sur le plan professionnel que privé, c'est exemplaire dans The Divided Heaven de Christa Wolf. L'émergence des personnages féminins est par ailleurs notable dans cette œuvre.
L'Ankunfstliteratur représente un tournant important dans l'histoire littéraire de la RDA, car ses œuvres ont trouvé davantage de lecteurs et ont également attiré une attention favorable sur la RDA.

## Genre
Ce mouvement succède à la littérature de construction (Aufbauliteratur) qui a dominé la littérature de la RDA dans les années 1950. L'Ankunftsliteratur apporte deux innovations cruciale. Premièrement, ses protagonistes sont jeunes, non affiliés à un parti et pour la plupart d’origine bourgeoise (au sens marxiste). Deuxièmement, mes antagonistes ne sont pas des saboteurs extérieurs (engagés par l'Occident) comme dans les romans de construction, mais principalement des cadres plus âgés du parti qui agissent par ambition personnelle et trahissent ainsi (selon les normes de l'Ankunftsliteratur et du SED) les valeurs réelles du parti, qui sont aussi présentées comme des valeurs morales. Les romans d’arrivée sont donc souvent caractérisés par un conflit non trivial entre les normes partisanes et morales. Non seulement leurs héros typiques doivent d’abord apprendre à s’adapter, c’est-à-dire à développer une foi dans le socialisme, à avoir une conscience politique et à s’intégrer dans la société de la RDA ; mais les représentants du parti doivent également remettre en question et adapter leur comportement. « Ankunftsliteratur » était un terme littéraire et politiquement approprié, car les histoires racontées dans ces courts romans traitent de l'intégration politiquement souhaitée de jeunes personnages bourgeois et donc de « l'arrivée » (Ankunft) du nouvel homme socialiste. À partir du milieu des années 1960, ce genre est remplacé par la littérature des planificateurs et des gestionnaires, dont les protagonistes se situent de plus en plus au niveau de la direction.
Les caractéristiques de ce genre, mentionnés ci-dessus, ne sont pas toujours clairement distinguables, d’autant plus qu’il existe des œuvres qui ne s’inscrivent pas dans le cadre temporel ou typologique défini. Le roman souvent inclus dans ce mouvement d'Erwin Strittmatter, Ole Bienkopp (1963), par exemple, outre le fort conflit de normes, correspond esthétiquement davantage au romand de construction